# Philip Jacobs
Philip Jacobs (Amsterdam, 8 december 1922 – 31 juli 2013) was Engelandvaarder tijdens de Tweede Wereldoorlog. Na de oorlog werkte hij als wetenschapper in de farmaceutische industrie en was hij ziekenhuisapotheker en klinisch chemicus in het Eudokiaziekenhuis in Rotterdam.

## Begin van de oorlog
Philip Jacobs groeide op in een joods gezin. Bij het uitbreken van de oorlog woonde hij met zijn ouders, broer en zus in de Amsterdamse Rivierenbuurt. Zijn vader Samuel Jacobs was confectiefabrikant, zijn moeder Dora (Duifje) Jacobs-Vorst was apothekersassistente. Na zijn eindexamen aan het Barlaeus Gymnasium studeerde Jacobs scheikunde aan de Universiteit van Amsterdam. In 1941 verbood de Duitse bezetter joden te studeren en moest hij zijn studie afbreken. Bij de eerste razzia's op joden werden zijn vrienden van de zionistische jeugdvereniging Maccabi Hatzaïr opgepakt en naar het concentratiekamp Mauthausen gedeporteerd, waar zij omkwamen. Jacobs dook onder en werkte als boerenknecht in Steenderen en Houten.

## Engelandvaart
Begin 1942 moest Jacobs zich melden voor de 'werkkampen'. Na overleg met zijn ouders en zijn vriendin, de uit Duitsland gevluchte Ruth Eva Asch, besloot hij naar Engeland te ontkomen en zich aan te sluiten bij de Nederlandse strijdkrachten. Hij koos daarbij voor de zuidelijke route. Op 1 mei 1942 fietste hij illegaal over de Belgische grens. Hij maakte contact met de Belgische verzetsorganisatie Witte Brigade en ontmoette in Namen de Nederlandse luitenant Garrelt van Borssum Buisman. Samen staken ze de Franse grens over en reisden door bezet Frankrijk. Bij de rivier de Cher, de grens met het toen nog niet door de Duitsers bezette Vichy-Frankrijk, bleek de brug te zijn opgeblazen en moesten ze de 200 meter brede rivier overzwemmen, tijdens de lunchpauze van de Duitse wacht. In 'Vrij Frankrijk' werden ze gearresteerd; ze ontsnapten en Van Borssum Buisman vertrok naar Zwitserland.
Jacobs reisde door naar Toulouse. In Port Vendres, op enkele kilometers van de Spaanse grens, werd hij aangehouden en overgebracht naar het Camp de Rivesaltes. Daaruit werd hij bevrijd door de Nederlandse consul in Perpignan, Joop Kolkman. Deze bracht hem onder in Maison Mazard in Le Soler, waar tientallen Nederlandse vluchtelingen verbleven, veelal Engelandvaarders. Kolkman hielp deze vluchtelingen zo snel mogelijk legaal over de Spaanse grens. Hij redde daarmee zo'n 250 mensen het leven, onder wie ongeveer 80 joden.
Ook Jacobs kwam met hulp van Kolkman Spanje binnen. In Cadiz ging hij aan boord van de 'Cabo de Buena Esperanza' en bereikte (via Venezuela, Curaçao, Cuba en de VS) eind 1942 Canada. Na een militaire basistraining in Guelph, Ontario, voer hij met 22.000 andere militairen op de SS Queen Elizabeth naar Engeland. Jacobs diende de rest van de oorlog als vliegtuigbewapeningsexpert en –instructeur bij het voornamelijk uit Nederlanders bestaande Royal Air Force 322 (Spitfire) Squadron.

## Na de oorlog
Toen Jacobs na de oorlog in Nederland terugkeerde bleken zijn ouders en vriendin te zijn gedeporteerd naar het vernietigingskamp Sobibór, waar zij direct na aankomst, op 23 juli 1943, door middel van gas werden vermoord. Hun deportatietrein was de laatste van 19 treinen van het doorgangskamp Westerbork naar Sobibór. Zijn zuster Jacoba (Coby) Fransman-Jacobs werd in Auschwitz vermoord, evenals tientallen andere familieleden. Zijn broer Martijn overleefde de oorlog.
Van 1945-1950 studeerde Jacobs farmacie en klinische biochemie aan de Universiteit Utrecht. Na zijn afstuderen was hij actief in de farmaceutische industrie, onder meer als bedenker van de kinderaspirine Sinaspril. Van 1958-1987 was hij ziekenhuisapotheker en klinisch chemicus in het Eudokiaziekenhuis in Rotterdam. Hij was medeoprichter van de Europese Vereniging van Ziekenhuisapothekers, voor welke organisatie hij zich onder meer 25 jaar lang inzette als vrijwillig tolk. Jacobs publiceerde veelvuldig in vaktijdschriften, waaronder The Lancet en Clinica Chimica Acta.
Na zijn pensionering maakte Jacobs zich sterk voor erkenning van zijn redder Joop Kolkman als Rechtvaardige onder de Volkeren. Kolkman werd in 1943, nadat de Duitsers ook Vichy-Frankrijk hadden bezet, gearresteerd en stierf in 1944 tijdens een ziekentransport vanuit concentratiekamp Dora bij Buchenwald (andere bronnen noemen Majdanek). De onderscheiding werd hem in 2014 postuum toegekend.
Op 5 november 1996 vertelde Philip Jacobs zijn levensverhaal aan het USC Shoah Foundation Institute, opgericht in 1994 door Steven Spielberg. Zijn verhaal is opgenomen in de Collectie 2000 Getuigen Vertellen van het Joods Historisch Museum.
In 2009 was Jacobs medeaanklager in het proces tegen Sobibór-kampbewaker Demjanjuk in München.
Philip Jacobs was sinds 1950 gehuwd met Leontine (Tini) Rottenberg. Samen hadden zij drie zoons en vijf kleindochters.

## Onderscheidingen en erkenning

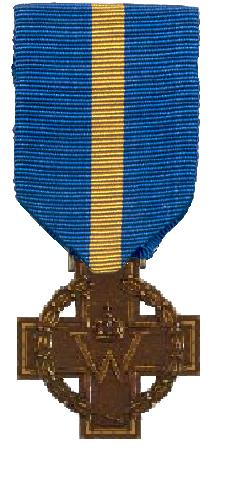
Kruis van Verdienste

- Officier in de Orde van Oranje-Nassau
- Kruis van Verdienste van de Nederlandse Krijgsmacht
- Drager van het Verzetsherdenkingskruis
- Drager van het Oorlogsherinneringskruis met de gesp 1940-1945
- Drager van het Draaginsigne Veteranen
- Erelid van The British Guild of Hospital Pharmacists